# Alexandre Pinart
Alexandre Pinart est un homme politique français né le 21 février 1800 à Paris où il est décédé le 18 février 1878.

## Biographie
Maitre de forges dans le Pas-de-Calais, président du conseil d'administration des hauts fourneaux de la Société Métallurgique de Marquise, il est maire de La Falaise près de Maule de 1857 à 1871, puis conseiller général, et député à l'Assemblée Nationale de 1863 à 1870, siégeant avec la majorité soutenant le Second Empire.

## Sources
- « Alexandre Pinart », dans Adolphe Robert et Gaston Cougny, Dictionnaire des parlementaires français, Edgar Bourloton, 1889-1891 [détail de l’édition]